# Aspilota clayensis
Aspilota clayensis är en stekelart som beskrevs av Fischer 1969. Aspilota clayensis ingår i släktet Aspilota och familjen bracksteklar. Inga underarter finns listade.